# Lara Martinho
Lara Fernandes Martinho (6 de novembro de 1978) é uma política portuguesa. É deputada à Assembleia da República desde 23 de outubro de 2015, pelo círculo dos Açores.